# Jüri Lossmann
Jüri Lossmann (Kabala, 4 de febrer de 1891 - Estocolm, Suècia, 1 de maig de 1984) fou un atleta estonià, especialista en proves de fons.
El 1920 va prendre part en els Jocs Olímpics d'Anvers, on disputà dues proves del programa d'd'atletisme. En la marató guanyà la medalla de plata, en finalitzar a tan sols 13" de Hannes Kolehmainen, i superar a Valerio Arri en uns quatre minuts. En aquests mateixos Jocs disputà, sense sort, la prova dels 10.000 metres. Quatre anys més tard, als Jocs de París, va ser portador de la bandera d'Estònia i finalitzà en desena posició la marató.
Lossmann va començar com a jugador de futbol del club Merkur abans de canviar a l'atletisme. Va ser ferit durant la Primera Guerra Mundial, però es va recuperar i el 1916 va guanyar una marató a Tallinn, així com els Campionats de Rússia dels 5.000 metres. El 1923 va guanyar la marató de Göteborg. El 1929 va establir el rècord d'Estònia de l'hora i va competir en la marató d'Anvers.
Durant la dècada de 1930 va entrenar fondistes estonians, però sense gaire èxit. Entre 1942 i 1944 va ser exercir de dirigent esportiu. Va fugir a Suècia poc abans de l'arribada de les tropes soviètiques durant la Segona Guerra Mundial. Un cop a Suècia passà a treballar en el camp de la joieria. El 1964 va fer una tassa de plata per a Gustau VI Adolf de Suècia per expressar la gratitud de la comunitat estoniana a Suècia.